# برمید تالیوم (I)
برمید تالیوم(I) (به انگلیسی: Thallium(I) bromide) با فرمول شیمیایی TlBr یک ترکیب شیمیایی است. که جرم مولی آن 284.29 g/mol می‌باشد. شکل ظاهری این ترکیب، جامد بلوری سفید-زرد است.